# Monastère de Mrzenica
Le monastère de Mrzenica (en serbe cyrillique : Манастир Мрзеница ; en serbe latin : Manastir Mrzenica) est un monastère orthodoxe serbe situé à Mrzenica, dans le district de Rasina et dans la municipalité de Ćićevac en Serbie.

## Présentation
Une première église, dédiée à saint Constantin et sainte Hélène, a été construite au XIVe siècle, avant la bataille de Kosovo Polje (1389). Selon la tradition, son fondateur serait le prince Lazare lui-même ou un haut dignitaire de sa cour et le monastère aurait d'abord été habité par des moines venus du mont Athos. L'église actuelle a été construite en 1932.
L'église est dépourvue de fresques mais elle abrite une iconostase de style néo-classique. Elle possède deux évangéliaires anciens, reliés et dorés, dont l'un pèse presque 20 kg, ainsi que des objets liturgiques provenant peut-être de l'ancienne église.
Dans le monastère se trouve aussi une chapelle dédiée à saint Pierre et saint Paul dans laquelle jaillit une source considérée par certains comme miraculeuse.